# Lista najwyższych budynków w Atlancie
Atlanta, jest miastem w Stanach Zjednoczonych i jednym z największych skupisk wieżowców w tym kraju. Znajdują się tu bardzo wysokie wieżowce, które znajdują się także na liście najwyższych na świecie. Jeden budynek przekracza 300 metrów wysokości. Ponad 100 metrów osiąga ok. 50 budynków. 5 następnych ponad 150-metrowych jest w trakcie budowy. Kolejne projekty zostały zatwierdzone i niedługo powinny ruszyć nad nimi prace.

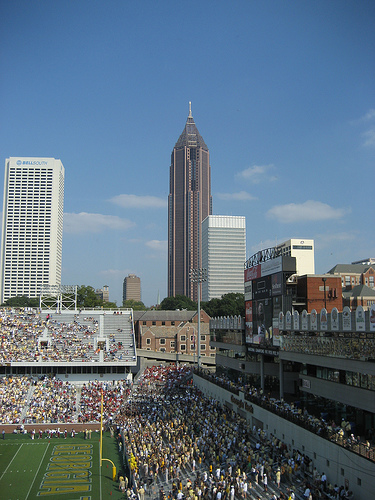
Od lewej: BellSouth Building i Bank of America Plaza

## Lista najwyższych budynków
| Ranking | Budynek                        | Wysokość strukturalna | Liczba pięter | Rok budowy |
| ------- | ------------------------------ | --------------------- | ------------- | ---------- |
| 1.      | Bank of America Plaza          | 312 m                 | 55            | 1992       |
| 2.      | SunTrust Plaza                 | 265 m                 | 60            | 1992       |
| 3.      | One Atlantic Center            | 250 m                 | 50            | 1987       |
| 4.      | 191 Peachtree Tower            | 235 m                 | 50            | 1990       |
| 5.      | Westin Peachtree Plaza         | 220 m                 | 73            | 1976       |
| 6.      | Georgia Pacific Tower          | 212 m                 | 52            | 1981       |
| 7.      | Promenade II                   | 211 m                 | 40            | 1989       |
| 8.      | AT&T Building                  | 206 m                 | 47            | 1980       |
| 9.      | 3344 Peachtree                 | 203 m                 | 48            | 2008       |
| 10.     | 1180 Peachtree                 | 200 m                 | 41            | 2006       |
| 11.     | GLG Grand / Four Seasons Hotel | 186 m                 | 53            | 1992       |
| 12.     | The Mansion on Peachtree       | 177 m                 | 42            | 2008       |
| 13.     | The Atlantic                   | 176 m                 | 49            | 2009       |
| 14.     | State of Georgia Building      | 169 m                 | 44            | 1966       |
| 15.     | Marriott Marquis Hotel         | 169 m                 | 52            | 1985       |
| 16.     | TWELVE Centennial Park Tower I | 150 m                 | 39            | 2007       |
| 17.     | Midtown One Office Tower       | 148 m                 | 38            | 2009       |
| 18.     | Park Avenue Condominiums       | 148 m                 | 44            | 2000       |
| 19.     | Terminus 100                   | 148 m                 | 26            | 2007       |
| 20.     | ViewPoint                      | 146 m                 | 36            | 2008       |
| 21.     | The Paramount at Buckhead      | 146 m                 | 40            | 2004       |
| 22.     | The Ritz-Carlton Residences    | 143 m                 | 40            | 2009       |
| 23.     | Loews Midtown                  | 141 m                 | 40            | 2010       |
| 24.     | Centennial Tower               | 140 m                 | 36            | 1975       |
| 25.     | Spire                          | 138 m                 | 28            | 2005       |
| 26.     | Equitable Building             | 138 m                 | 35            | 1965       |
| 27.     | Buckhead Grand                 | 138 m                 | 37            | 2004       |
| 28.     | Two Alliance Center            | 134 m                 | 30            | 2004       |
| 29.     | One Park Tower                 | 134 m                 | 32            | 1961       |
| 30.     | 1100 Peachtree Street          | 130 m                 | 28            | 1991       |